# اوستاشکوف
شهر اوستاشکوف (به روسی: Осташков) در کشور روسیه و در اوبلاست ور واقع شده‌است.